# Вільгельм фон Заліш
Вільгельм Рудольф фон Заліш (нім. Wilhelm Rudolf von Salisch; 5 листопада 1913, Корин — 18 березня 1945, замок Бальга) — німецький офіцер, оберст вермахту (1 лютого 1945). Кавалер Лицарського хреста Залізного хреста з дубовим листям.

## Біографія
1 жовтня 1935 року вступив в 9-й піхотний полк. В 1936 році переведений в 49-й піхотний полк, 1 січня 1938 року призначений командиром взводу 11-ї роти. Учасник Польської і Французької кампаній. З грудня 1940 року — командир 10-ї роти 232-го піхотного полку 102-ї піхотної дивізії. З червня 1941 року брав участь в Німецько-радянській війні. З осені 1942 року — командир 7-ї роти 19-го єгерського полку 28-ї єгерської дивізії, в 1943 році очолив 3-й батальйон. Відзначився у боях під Ленінградом. З вересня 1943 року — командир лижного батальйону 1-ї лижно-єгерської бригади. З початку 1944 року — командир 2-го лижно-єгерського, з травня 1944 року — 49-го єгерського полку. Загинув у бою.

## Звання
- Фанен-юнкер (1935)
- Фенріх (1936)
- Оберфенріх (1936)
- Лейтенант (1 січня 1938)
- Оберлейтенант (1 червня 1940)
- Гауптман (1 жовтня 1942)
- Майор (1 квітня 1943)
- Оберстлейтенант (27 липня 1944)
- Оберст (1 лютого 1945)

## Нагороди
- Медаль «За вислугу років у Вермахті» 4-го класу (4 роки)
- Залізний хрест
  - 2-го класу (21 жовтня 1939)
  - 1-го класу (21 червня 1940)
- Нагрудний знак «За поранення» в золоті
- Штурмовий піхотний знак в сріблі
- Німецький хрест в золоті (26 грудня 1941)
- Медаль «За зимову кампанію на Сході 1941/42» (1942)
- Лицарський хрест Залізного хреста з дубовим листям
  - лицарський хрест (20 квітня 1943)
  - дубове листя (№533; 27 липня 1944)
- Відзначений у Вермахтберіхт (22 вересня 1944)